# Helikon (Musikinstrument)

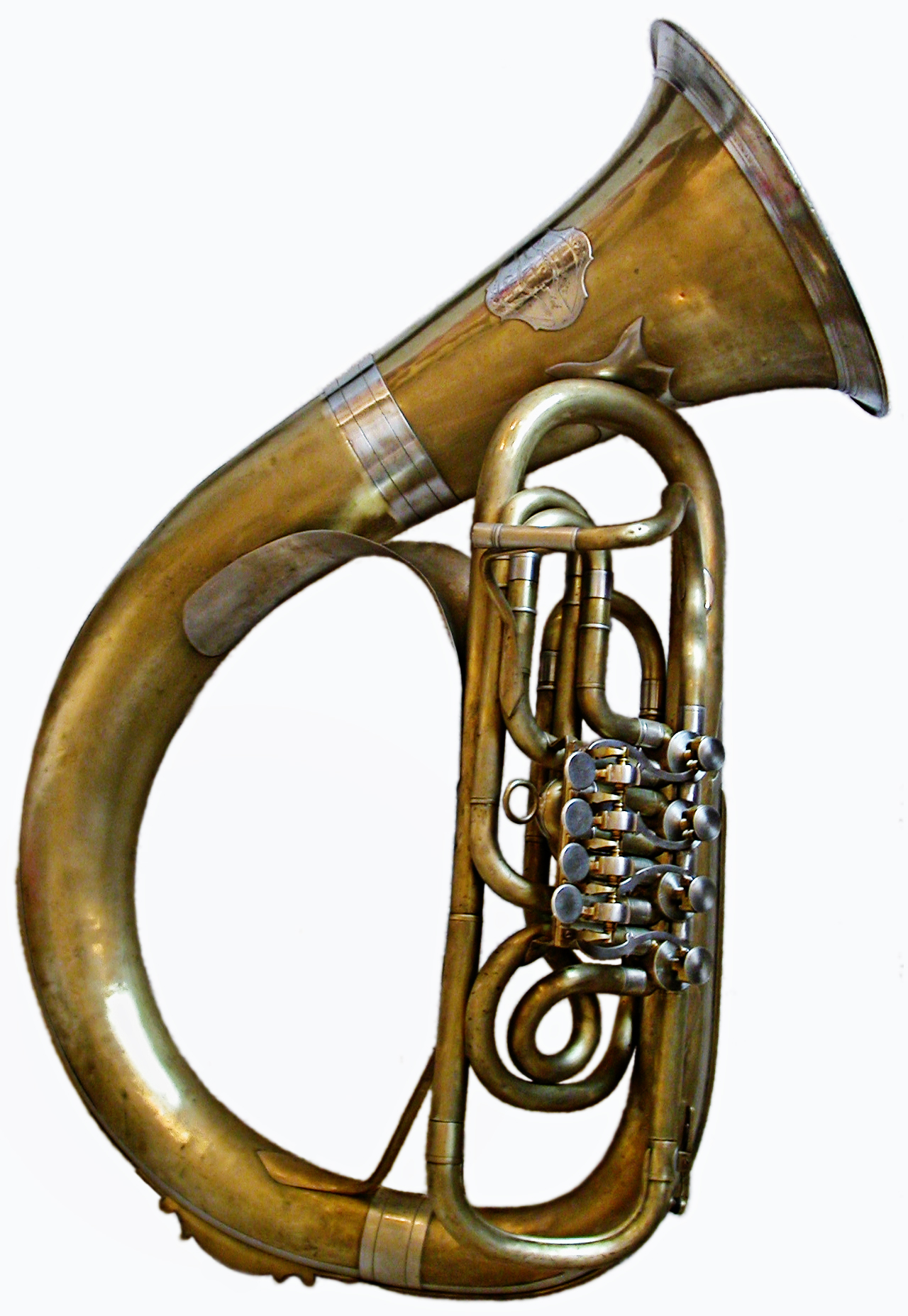
Helikontuba, hergestellt in Graz

Das Helikon, auch die Helikontuba, ist ein mitteleuropäisches Blechblasinstrument, das in den Tonhöhen der Tuba hergestellt wird. Das in den 1840er Jahren eingeführte Helikon ist ein Sondermodell der Tuba in annähernd kreisförmiger Bauweise, damit es vom stehenden Musiker um die Schulter gelegt werden kann.

## Herkunft
Der Name Helikon bezieht sich auf den Berg Helikon in Griechenland, der in der griechischen Mythologie als Sitz der Musen vorkommt. Der Form des Instruments entsprechend wurde die Namensherkunft auf das griechische Wort helikos, „sich windend“ (vgl. Helix) umgedeutet.
Das erste Helikon wurde 1845 von Wilhelm Wieprecht bei der Firma Musikinstrumente Stowasser in Wien hergestellt und 1848 in Österreich patentiert, nachdem Wieprecht diese runden Instrumente möglicherweise bei russischen Militärmusikern gesehen hatte.

## Bauform
Das Helikon gehört wie die Tuba zur Familie der Bügelhörner, da die Mensur weitgehend konisch ist. Die Mensur wird anhand des Öffnungswinkels des Schalltrichters und der Öffnungslänge definiert. Vertreter der gegensätzlichen zylindrischen Mensur sind z. B. Trompete und Posaune.
Das Helikon ist der Vorläufer des Sousaphons, dessen größerer Schalltrichter allerdings abnehmbar ist und nicht wie beim Helikon seitlich, sondern über den Kopf des Spielers geführt wird. Zu spielen sind Helikon, Tuba und Sousaphon mit einem Kesselmundstück. Durch die um den Spieler geschlungene Bauform lässt sich das Helikon bei der Reiter- und bei der Marschmusik besser tragen als die Tuba. Beim Sitzen hat die herkömmlich geformte Tuba jedoch Vorteile. Zum selben Instrumententyp gehört das von der Firma Metzler 1858 eingeführte Sonorophon.

## Verwendung

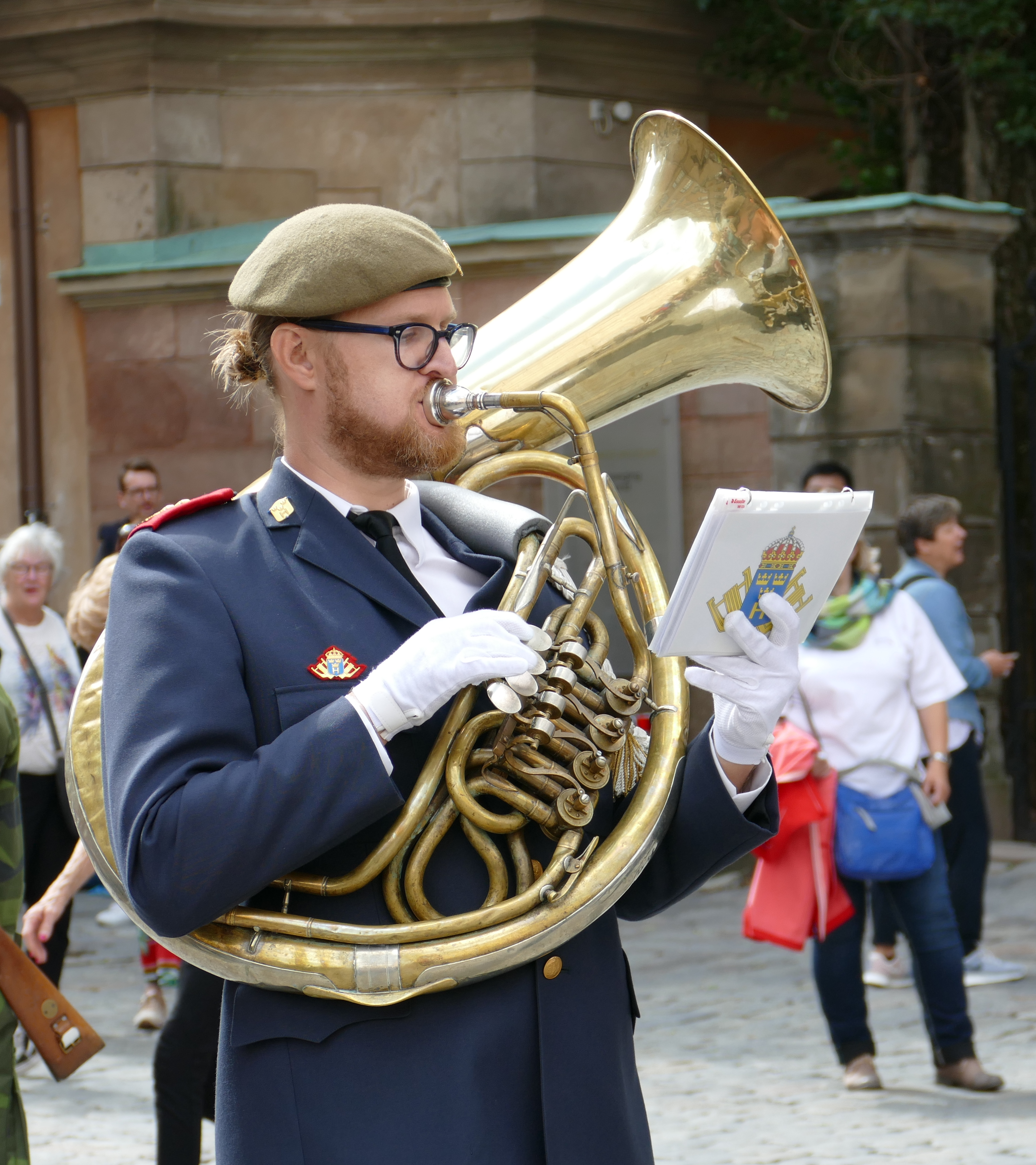
Helikonist der schwedischen Armee

Wenn man bei der Instrumentierung auf historische Bezüge Rücksicht nehmen möchte, sei betont, dass das Helikon dem aus den Vereinigten Staaten stammenden Sousaphon für mitteleuropäische Musik vorzuziehen ist.
Historisch gesehen bleibt das Helikon die klassisch-mitteleuropäische Marschtuba, es wird bei Musikgruppen mit historischen Bezügen wie den badischen „Gälfiäßlern“ auch nach wie vor verwendet. In Süd- und Osteuropa ist der Helikon weiterhin ein beliebtes Bassinstrument. Helikone sind im Verlauf des 20. Jahrhunderts fast gänzlich aus den Marschorchestern verschwunden, sie werden aber nach wie vor gebaut.
Verwendung findet das Helikon in der Neuen Volksmusik, als Beispiel zu nennen wäre die Gruppe Kofelgschroa, in der Martin von Mücke eine Helikontuba spielt oder die Band LaBrassBanda, deren Tubist Stefan Huber mit einer Helikontuba auftritt.
Das Helikon (indonesisch strimbas) gehört häufig zu dem während der niederländischen Kolonialzeit im Norden der indonesischen Insel Java eingeführten Blasorchester Tanjidor.